# 漢娜·克拉斯諾什利克
漢娜·塞爾希伊芙娜·克拉斯诺什利克（羅馬化：Hanna Serhiivna Krasnoshlyk；1996年3月6日—），乌克兰女子跳水运动员，曾就读于乌克兰国立体育运动大学。她在2014年参加南京青奥，以459.10分的总分获得女子3公尺跳板银牌。2016年5月，她在欧洲游泳锦标赛上搭档Vlada Tatsenko以278.01分获得女子双人10公尺跳台银牌。同年8月，她出战里约奥运，在女子10公尺跳台上获得第16名，未能晋级决赛。